# Campeonato Mundial de Waterpolo Masculino de 2005
El XI Campeonato Mundial de Waterpolo Masculino se celebró en Montreal (Canadá) entre el 18 y el 30 de julio de 2005 en el marco del XI Campeonato Mundial de Natación. El evento fue organizado por la Federación Internacional de Natación (FINA) y la Federación Canadiense de Natación.

## Grupos
| Grupo A   | Grupo B             | Grupo C | Grupo D   |
| --------- | ------------------- | ------- | --------- |
| España    | Estados Unidos      | Croacia | Alemania  |
| Sudáfrica | Japón               | Canadá  | China     |
| Rusia     | Serbia y Montenegro | Hungría | Grecia    |
| Italia    | Cuba                | Rumania | Australia |

## Fase preliminar
El primer equipo de cada grupo pasa directamente a los cuartos de final. Los equipos clasificados en segundo y tercer puesto tienen que disputar primero la clasificación a cuartos. Los equipos restantes juegan entre sí por los puestos 13 a 16.

### Grupo A
| Equipo    | J | G | E | P | GF | GC | DG  | PTS |
| --------- | - | - | - | - | -- | -- | --- | --- |
| Rusia     | 3 | 3 | 0 | 0 | 24 | 18 | +6  | 6   |
| España    | 3 | 2 | 0 | 1 | 25 | 17 | +8  | 4   |
| Italia    | 3 | 1 | 0 | 2 | 24 | 16 | +8  | 2   |
| Sudáfrica | 3 | 0 | 0 | 3 | 5  | 37 | -22 | 0   |

### Grupo B
| Equipo              | J | G | E | P | GF | GC | DG  | PTS |
| ------------------- | - | - | - | - | -- | -- | --- | --- |
| Serbia y Montenegro | 3 | 3 | 0 | 0 | 46 | 10 | +36 | 6   |
| Estados Unidos      | 3 | 2 | 0 | 1 | 24 | 18 | +6  | 4   |
| Cuba                | 3 | 1 | 0 | 2 | 16 | 42 | -26 | 2   |
| Japón               | 3 | 0 | 0 | 3 | 17 | 33 | -16 | 0   |

### Grupo C
| Equipo  | J | G | E | P | GF | GC | DG  | PTS |
| ------- | - | - | - | - | -- | -- | --- | --- |
| Hungría | 3 | 3 | 0 | 0 | 35 | 11 | +24 | 6   |
| Croacia | 3 | 2 | 0 | 1 | 29 | 18 | +11 | 4   |
| Rumania | 3 | 1 | 0 | 2 | 18 | 22 | -4  | 2   |
| Canadá  | 3 | 0 | 0 | 1 | 9  | 40 | -31 | 0   |

### Grupo D
| Equipo    | J | G | E | P | GF | GC | DG  | PTS |
| --------- | - | - | - | - | -- | -- | --- | --- |
| Grecia    | 3 | 3 | 0 | 0 | 29 | 16 | +13 | 6   |
| Alemania  | 3 | 2 | 0 | 1 | 24 | 22 | +2  | 4   |
| Australia | 3 | 1 | 0 | 2 | 27 | 25 | -2  | 2   |
| China     | 3 | 0 | 0 | 1 | 16 | 33 | -13 | 0   |

## Fase final
|  | Clasif. a cuartos   | Clasif. a cuartos |         |                     | Cuartos de final | Cuartos de final    |         |              | Semifinales  | Semifinales |  |  | Final | Final |
|  |                     |                   |         |                     |                  |                     |         |              |              |             |  |  |       |       |
|  |                     |                   |         |                     |                  |                     |         |              |              |             |  |  |       |       |
|  |                     |                   |         |                     |                  |                     |         |              |              |             |  |  |       |       |
|  |                     |                   |         |                     |                  |                     |         |              |              |             |  |  |       |       |
|  | Rusia               | 4                 |         |                     |                  |                     |         |              |              |             |  |  |       |       |
|  | Rusia               | 4                 | Croacia | 10                  |                  |                     |         |              |              |             |  |  |       |       |
|  |                     | Croacia           | Croacia | 10                  | 6                |                     |         |              |              |             |  |  |       |       |
|  | Australia           | Croacia           | 6       |                     | 6                | Croacia             | 4       |              |              |             |  |  |       |       |
|  | Australia           |                   | 6       |                     |                  | Croacia             | 4       |              |              |             |  |  |       |       |
|  |                     |                   |         | Serbia y Montenegro | 5                |                     |         |              |              |             |  |  |       |       |
|  | Serbia y Montenegro | 10                |         | Serbia y Montenegro | 5                |                     |         |              |              |             |  |  |       |       |
|  | Serbia y Montenegro | 10                | Rumania | 6                   |                  |                     |         |              |              |             |  |  |       |       |
|  |                     | Rumania           | Rumania | 6                   | 8                |                     |         |              |              |             |  |  |       |       |
|  | Alemania            | Rumania           | 5       |                     | 8                | Serbia y Montenegro | 8       |              |              |             |  |  |       |       |
|  | Alemania            |                   | 5       |                     |                  | Serbia y Montenegro | 8       |              |              |             |  |  |       |       |
|  |                     |                   |         | Hungría             | 7                |                     |         |              |              |             |  |  |       |       |
|  | Grecia              | 13                |         | Hungría             | 7                |                     |         |              |              |             |  |  |       |       |
|  | Grecia              | 13                | Italia  | 6                   |                  |                     |         |              |              |             |  |  |       |       |
|  |                     | Italia            | Italia  | 6                   | 9                |                     |         |              |              |             |  |  |       |       |
|  | Estados Unidos      | Italia            | 5       |                     | 9                | Grecia              | 6       | Tercer lugar | Tercer lugar |             |  |  |       |       |
|  | Estados Unidos      |                   | 5       |                     |                  | Grecia              | 6       | Tercer lugar | Tercer lugar |             |  |  |       |       |
|  |                     |                   |         | Hungría             | 7                |                     |         |              |              |             |  |  |       |       |
|  | Hungría             | 8                 |         | Hungría             | 7                |                     |         |              |              |             |  |  |       |       |
|  | Hungría             | 8                 | España  | 17                  |                  |                     | Croacia | 10           |              |             |  |  |       |       |
|  |                     | España            | España  | 17                  | 4                |                     | Croacia | 10           |              |             |  |  |       |       |
|  | Cuba                | España            | 2       |                     | 4                | Grecia¹             | 11      |              |              |             |  |  |       |       |
|  | Cuba                |                   | 2       |                     |                  | Grecia¹             | 11      |              |              |             |  |  |       |       |

- (¹) En tiempo extra

## Medallero
|                     |         |        |
| Serbia y Montenegro | Hungría | Grecia |

## Estadísticas

### Clasificación general
| 1. Serbia y Montenegro |
| 2. Hungría             |
| 3. Grecia              |
| 4. Croacia             |
| 5. España              |
| 6. Rumania             |
| 7. Rusia               |
| 8. Italia              |
| 9. Alemania            |
| 10. Australia          |
| 11. Estados Unidos     |
| 12. Cuba               |
| 13. Canadá             |
| 14. Japón              |
| 15. Sudáfrica          |
| 16. China              |

- Datos: Q1536947